# Lino Urdaneta
Lino Urdaneta (Caracas, Venezuela; 20 de noviembre de 1979) es un lanzador de relevo derecho que jugó con los Detroit Tigers y los new York Mets en la liga estadounidense de béisbol. Calificado como uno de los prospectos más prometedores.
Después de siete años en las organizaciones de Los Angeles Dodgers y Cleveland Indians, subió a las Grandes Ligas el 9 de septiembre de 2004 permitiendo seis (6) carreras sin sacar un solo out. El 16 de mayo de 2007, la MLB suspendió a Urdaneta por 50 juegos al resultar positivo en sustancias esteroides prohibidas.
En Venezuela comenzó su carrera con Leones del Caracas, para luego jugar con Cardenales de Lara (equipo al cual llegó junto con el jardinero René Reyes en 2004 en cambio por el veterano lanzador Edwin Hurtado). Más tarde jugaría con Caribes de Anzoátegui y Navegantes del Magallanes. Actualmente milita de nuevo con Cardenales de Lara